# Esther Ralston

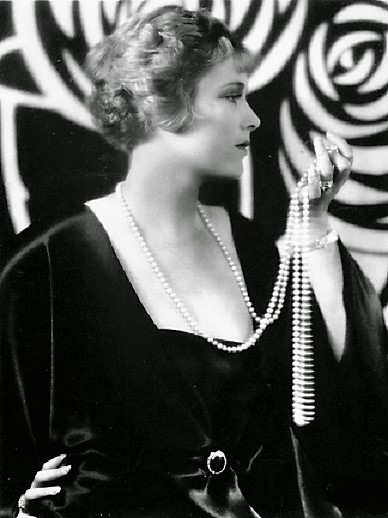
Esther Ralston (1930er-Jahre), Fotografie von Elmer Russell Ball

Esther Ralston (* 17. September 1902 in Bar Harbor, Maine; † 14. Januar 1994 in Ventura, Kalifornien; eigentlich Esther Louise Worth) war eine US-amerikanische Schauspielerin, die ihre größten Erfolge während der Stummfilmzeit feierte.

## Leben
Esther Ralston begann als Kind mit dem Schauspiel, als sie im Vaudeville-Theater in dem Stück The Ralston Family with Baby Esther, America’s Youngest Juliet auftrat. Danach kam sie zu einigen kleineren Stummfilmrollen, bevor ihr 1924 der Durchbruch mit der Darstellung der Mrs. Darling in dem Film Peter Pan gelang. Anschließend spielte sie meistens in Komödien und hatte berühmte Filmpartner wie Richard Dix, Charles Farrell, Gary Cooper, Conrad Veidt und Richard Arlen.

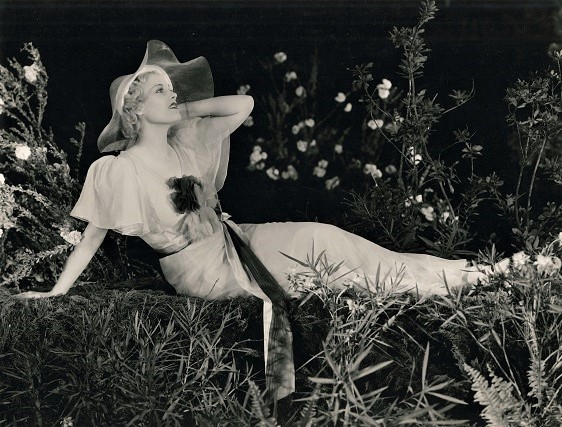
Esther Ralston (1934), Fotografie von Elmer Russell Ball

In den 1920er-Jahren trat sie in vielen Filmen für Paramount auf und erhielt bis zu 8.000 US-Dollar (inflationsbereinigt $140.000 bis $147.000) pro Woche. Mit dem Ende der Stummfilmzeit war ihr Karrierehöhepunkt überschritten, und sie wurde im Verlauf der 1930er-Jahre zumeist in B-Movies eingesetzt. In ihren wenigen Auftritten in A-Produktionen wie dem Joan-Crawford-Melodram Sadie McKee (1934) musste Ralston sich mit Nebenrollen begnügen. 1940 drehte sie mit Tin Pan Alley ihren letzten Kinofilm, danach arbeitete sie noch als Radio- und Theaterschauspielerin. In den 1950er- und 1960er-Jahren kam sie zu einigen Auftritten in Fernsehserien, ehe sie ihre Schauspielkarriere endgültig beendete.
Ralston wurde 1960 mit einem Stern auf dem  Hollywood Walk of Fame geehrt. Im Jahr 1985 veröffentlichte sie ihre Autobiografie Some Day We'll Laugh. Ralston, deren drei Ehen geschieden wurden, erlag im Januar 1994 im Alter von 91 Jahren einem Herzinfarkt. Sie hinterließ zum Zeitpunkt ihres Todes einen Sohn und zwei Töchter, fünf Enkel und drei Urenkel.

## Filmografie (Auswahl)
- 1921: Der Vagabund und das Kind (The Kid)
- 1922: Oliver Twist
- 1924: Die Ehe im Kreise (The Marriage Circle)
- 1924: Peter Pan (Peter Pan)
- 1925: Der Teufelsjunge (The Lucky Devil)
- 1925: Besuch mich mal bei mir zu Haus (Womanhandled)
- 1926: Korsaren (Old Ironsides)
- 1926: Die schönste Frau der Staaten (The American Venus)
- 1927: Kinder aus geschiedenen Ehen (Children of Divorce)
- 1929: Der Kampf um die Macht (The Mighty)
- 1929: Eine Nacht im Prater (The Case of Lena Smith)
- 1929: Aschermittwoch (Betrayal)
- 1932: Rom-Expreß (Rome Express)
- 1933: Bei Kerzenlicht (By Candlelight)
- 1934: Sadie McKee
- 1936: Reunion
- 1940: Tin Pan Alley
- 1952: Tales of Tomorrow (Fernsehserie, 1 Folge)
- 1962: Our Five Daughters (Fernsehserie, 162 Folgen)